# クウェート市
クウェート市（クウェートし、アラビア語: مدينة الكويت Madīnat al-Kuwayt マディーナト・アル・クウェート）は、クウェート国の首都。アースィマ県の県庁所在地でもある。

## 概要

### 名称
同名である国名との区別に、クウェート市と呼ばれることも多い。

## 地理
ペルシャ湾の一部であるクウェート湾の南岸に位置している。

### 気候
砂漠気候 (BW) に属しており、年間を通して気温は高めで降水量は少ない。気温の日較差は年間を通して10℃以上と大きく、冬季の朝晩は冷え込む。
夏季（4月 - 10月頃） 特に6月 - 9月はほとんど降水はなく（各月の月平均降水日数0.0日）、砂嵐となる日も多い。最暑季には、日中は日最高気温が40℃ - 50℃前後まで上昇するうえ、夜間はペルシャ湾岸に位置するために気温が低下せず、日最低気温が30℃を下回らないことも多い。一方、冬季は日平均気温が20℃を下回るため、過ごしやすい気候となる。また、北極方面からの寒気の影響による降水があるため、11月 - 4月の月平均降水日数は4日 - 6日に達する。
| クウェート市の気候                                                                  | クウェート市の気候 | クウェート市の気候 | クウェート市の気候 | クウェート市の気候 | クウェート市の気候 | クウェート市の気候 | クウェート市の気候 | クウェート市の気候 | クウェート市の気候 | クウェート市の気候 | クウェート市の気候 | クウェート市の気候 | クウェート市の気候 |
| 月                                                                                  | 1月                | 2月                | 3月                | 4月                | 5月                | 6月                | 7月                | 8月                | 9月                | 10月               | 11月               | 12月               | 年                 |
| ----------------------------------------------------------------------------------- | ------------------ | ------------------ | ------------------ | ------------------ | ------------------ | ------------------ | ------------------ | ------------------ | ------------------ | ------------------ | ------------------ | ------------------ | ------------------ |
| 最高気温記録 °C （°F）                                                              | 29.8 (85.6)        | 35.8 (96.4)        | 41.2 (106.2)       | 44.2 (111.6)       | 49.0 (120.2)       | 49.8 (121.6)       | 52.1 (125.8)       | 50.7 (123.3)       | 47.7 (117.9)       | 43.7 (110.7)       | 37.9 (100.2)       | 30.5 (86.9)        | 52.1 (125.8)       |
| 平均最高気温 °C （°F）                                                              | 19.5 (67.1)        | 21.8 (71.2)        | 26.9 (80.4)        | 33.9 (93)          | 40.9 (105.6)       | 45.5 (113.9)       | 46.7 (116.1)       | 46.9 (116.4)       | 43.7 (110.7)       | 36.6 (97.9)        | 27.8 (82)          | 21.9 (71.4)        | 34.3 (93.7)        |
| 平均最低気温 °C （°F）                                                              | 8.5 (47.3)         | 10.0 (50)          | 14.0 (57.2)        | 19.5 (67.1)        | 25.4 (77.7)        | 28.9 (84)          | 30.7 (87.3)        | 29.5 (85.1)        | 26.2 (79.2)        | 21.5 (70.7)        | 14.5 (58.1)        | 9.9 (49.8)         | 19.9 (67.8)        |
| 最低気温記録 °C （°F）                                                              | −4.0 (24.8)        | −1.6 (29.1)        | −0.1 (31.8)        | 6.9 (44.4)         | 14.7 (58.5)        | 20.4 (68.7)        | 22.4 (72.3)        | 21.7 (71.1)        | 16.0 (60.8)        | 9.4 (48.9)         | 2.0 (35.6)         | −1.5 (29.3)        | −4.0 (24.8)        |
| 雨量 mm （inch）                                                                    | 30.2 (1.189)       | 10.5 (0.413)       | 18.2 (0.717)       | 11.5 (0.453)       | 0.4 (0.016)        | 0.0 (0)            | 0.0 (0)            | 0.0 (0)            | 0.0 (0)            | 1.4 (0.055)        | 18.5 (0.728)       | 25.5 (1.004)       | 116.2 (4.575)      |
| 平均降雨日数 （≥0.1 mm）                                                            | 5                  | 3                  | 3                  | 1                  | 0                  | 0                  | 0                  | 0                  | 0                  | 1                  | 3                  | 3                  | 19                 |
| 平均月間日照時間                                                                    | 198.1              | 222.5              | 217.6              | 229.3              | 272.5              | 304.5              | 307.1              | 301.6              | 285.1              | 252.2              | 216.5              | 193.5              | 3,000.5            |
| 平均日照時間                                                                        | 7.1                | 7.7                | 7.5                | 7.9                | 9.4                | 10.5               | 10.6               | 10.8               | 10.2               | 9.0                | 7.7                | 6.9                | 8.8                |
| 日照率                                                                              | 68                 | 69                 | 63                 | 62                 | 69                 | 77                 | 76                 | 78                 | 77                 | 79                 | 72                 | 67                 | 72                 |
| 出典1：World Meteorological Organization (temperature and rainfall 1994–2008)       |                    |                    |                    |                    |                    |                    |                    |                    |                    |                    |                    |                    |                    |
| 出典2：NOAA (sunshine and records, 1961–1990) source 3 = Wundergound (2012 records) |                    |                    |                    |                    |                    |                    |                    |                    |                    |                    |                    |                    |                    |

## 歴史
1990年の湾岸戦争のときにはイラク軍が市内に侵攻し、占領された。イラクの占領時には当時のイラクの指導者だったサッダーム・フセイン大統領にちなんで「サッダームシティ」と改称されたが、イラク軍撤退後には元の名前に戻された。

## 対外関係

### 姉妹都市･提携都市
- ロンドン（イギリス連合王国 イングランド国 ロンドン地方 グレーターロンドン州）
- アルムニェーカル（スペイン王国 アンダルシア州 グラナダ県）
- マルベーリャ（スペイン王国 アンダルシア州 マラガ県）
- モナコ･ヴィル（モナコ公国 モナコ市街地区）
- パリ（フランス共和国 イル･ド･フランス地方 パリ県）
- カンヌ（フランス共和国 プロヴァンス･アルプ･コートダジュール地方 アルプ･マリティーム県）
- ガズィアンテプ（トルコ共和国 南東アナトリア地方 ガズィアンテプ県）
- サラエヴォ（ボスニア･ヘエルツェゴビナ連邦 サラエヴォ県）
- プリシュティナ（コソボ共和国 プリシュティナ郡）
- ベオグラード（セルビア共和国 ベオグラード特別市）
- ベイルート（レバノン共和国 ベイルート県）
- ドバイ（アラブ首長国連邦 ドバイ首長国）
- メキシコシティ（メキシコ合衆国 首都特別市）

## 経済
クウェート経済の中心地である。多くの銀行や企業があり、好景気のおかげでホテルの開業が相次いでいる。クウェート市は石油をベースとした経済である。おもな輸出品は石油と肥料である。アラブ地域では2番目の取扱規模であるクウェート証券取引所（Boursa Kuwait）がある。

## 教育

### 大学
- クウェート大学

## 交通

### 空港
クウェート国際空港

### 港湾
シュワイフ港、50km南のペルシャ湾岸にはアフマディー港 (Ahmadi Port) がある。

## 観光
- 解放タワー
- クウェート・タワー

## 文化

### スポーツ
- アル・クウェートSC（サッカー）